# ناتینگلی
ناتینگلی (به انگلیسی: Knottingley) یک شهرک در بریتانیا است که در سیتی ویکفیلد واقع شده‌است. ناتینگلی ۱۳٬۷۱۰ نفر جمعیت دارد.